# Trioza lehua
Trioza lehua är en insektsart som beskrevs av Crawford 1925. Trioza lehua ingår i släktet Trioza och familjen spetsbladloppor. Inga underarter finns listade i Catalogue of Life.